# トリカラ県

トリカラ県
Περιφερειακή ενότητα Τρικάλων測地系: 北緯39度40分 東経21度40分 / 北緯39.667度 東経21.667度座標: 北緯39度40分 東経21度40分 / 北緯39.667度 東経21.667度

トリカラ県（トリカラけん、ギリシア語: Τρίκαλα / Trikala）は、ギリシャ共和国のテッサリア地方を構成する行政区（ペリフェリアキ・エノティタ）のひとつ。県都はトリカラ。

## 地理

### 位置・広がり
トリカラ県はテッサリア地方西部の内陸に位置する。県内のカランバカには、世界遺産のメテオラがある。
南はカルディツァ県、南西はアルタ県、西はヨアニナ県、北はグレヴェナ県、東はラリサ県とそれぞれ接している。

### 地勢
トリカラ県の東部および南部は、海抜100m以下のテッサリア平原で、渓谷も存在する。県西部にはピンドス山脈が走り、その中央には森林が広がっている。県北部もまた森のある山地であり、ハシア山やアンティハシア山がそびえている。また、県内にはピニオス川が流れている。

### 気候
トリカラ県は、主に地中海性気候である。比較的に県中央部は温暖な気候である一方で、山間部である県西部や県北部では冬が厳しくなる。

### 主要な都市・集落
2000人以上の都市・集落は以下の通り。
- トリカラ （Τρίκαλα : トリカラ市） - 48,686人
- カランバカ （Καλαμπάκα : カランバカ市） - 7,392人
- イハリア （Οιχαλία : ファルカドナ市) - 2,936人
- ファルカドナ （Φαρκαδόνα : ファルカドナ市） - 2,387人
- メガラ・カリヴィア （Μεγάλα Καλύβια : トリカラ市） - 2,151人

- トリカラ
- カランバカ
- ザルコ（ファルカドナ市）

## 歴史
現在のトリカラ県の地域は、テッサリア人の支配に始まり、マケドニア王国、ローマ帝国、東ローマ帝国、テッサリア・ワラキアの支配を経て、オスマン帝国の統治下となった。オスマン帝国時代のトリカラの町は「トゥルハラ(Tırhala)」と呼ばれ、ヤニア州の県が置かれた。
1821年のギリシャ独立戦争では、一時ギリシャ軍が占領したもののオスマン帝国領に留め置かれ、1881年にギリシャ王国の領土となった。トリカラ県は1881年に創設された。1897年の希土戦争ではオスマン帝国に占領されている。
1930年代には電気とラジオが普及し始めた。第二次世界大戦とギリシャ内戦で被害を受けた建物が再建された。1947年にカルディツァ県が分割された。
1950年代と1960年代には人口の流出に苦しんだ。しかしこの間にインフラストラクチャー整備は向上した。1980年代にはトリカラ・バイパスが開通し、また2000年代に入ってエグナティア高速道路も開通した。

## 行政区画

トリカラ県

### 市（ディモス）
トリカラ県は、以下の自治体（ディモス、市）から構成される。人口は2001年国勢調査時点。
|   | 自治体名     | 綴り      | 政庁所在地        | 面積 Km² | 人口   |
| - | ------------ | --------- | ----------------- | -------- | ------ |
| 1 | トリカラ     | Ηράκλειο  | トリカラ (el)     | 608.5    | 74,592 |
| 2 | カランバカ   | Καλαμπάκα | カランバカ (el)   | 1650.2   | 27,555 |
| 3 | ピリ         | Πύλη      | ピリ              | 747.7    | 20,019 |
| 4 | ファルカドナ | Φαρκαδόνα | ファルカドナ (el) | 370.2    | 15,881 |

### 旧自治体（ディモティキ・エノティタ）

トリカラ県の旧自治体（1999年 - 2010年）

カリクラティス改革（2010年）以前の広域自治体（ノモス）としてのトリカラ県は、以下の基礎自治体（ディモスおよびキノティタ）から構成されていた。
改革後、旧自治体は新自治体（ディモス）を構成する行政区（ディモティキ・エノティタ）となっている。
| 番号 | デモス             | ギリシャ語     | 政庁所在地         | 郵便番号 | 人口（2001年） |
| ---- | ------------------ | -------------- | ------------------ | -------- | -------------- |
| 1    | トリカラ           | Τρίκαλα        | トリカラ           | 421 00   | 51,862         |
| 2    | エティケス         | Αίθηκες        | エラティ           | 420 32   | 2,744          |
| 3    | ヴァシリキ         | Βασιλική       | ヴァシリキ         | 422 00   | 2,461          |
| 4    | ゴムフィ           | Γόμφοι         | リガリア           | 421 00   | 5,154          |
| 5    | エスティエオティダ | Εστιαιώτιδα    | メガロホリ         | 421 00   | 2,976          |
| 6    | カランバカ         | Καλαμπάκα      | カランバカ         | 422 00   | 11,841         |
| 7    | カリデンドロ       | Καλλίδενδρο    | ヴァルティノ       | 421 00   | 2,456          |
| 8    | カスタニア         | Καστανιά       | カスタニア         | 420 36   | 1,619          |
| 9    | クリノス           | Κλεινός        | クリノス           | 422 00   | 2,301          |
| 10   | コズィアカス       | Κόζιακας       | プリノス           | 421 00   | 2,894          |
| 11   | マラカシ           | Μαλακάσι       | パナギア           | 422 00   | 2,090          |
| 12   | メガラ・カリヴィア | Μεγάλα Καλύβια | メガラ・カリヴィア | 420 30   | 3,169          |
| 13   | イハリア           | Οιχαλία        | イハリア           | 423 00   | 5,783          |
| 14   | パレオカストロ     | Παλαιοκαστρο   | パレオピルゴス     | 421 00   | -              |
| 15   | パラリテイ         | Παραληθαίοι    | リゾマ             | 421 00   | 3,689          |
| 16   | ペリンネイ         | Πελινναίοι     | タクシャルヘス     | 421 00   | 3,005          |
| 17   | ピャリア           | Πιαλεία        | フィキ             | 421 00   | 3,813          |
| 18   | ピリ               | Πύλη           | ピリ               | 420 32   | 4,492          |
| 19   | ピンダ             | Πύνδα          | ストゥルナレイカ   | 420 32   | 2,136          |
| 20   | ティムフェア       | Τυμφαία        | コニスコス         | 422 00   | 2,103          |
| 21   | ファロリア         | Φαλωρεία       | ケファロヴリソ     | 421 00   | 4,085          |
| 22   | ファルカドナ       | Φαρκαδόνα      | ファルカドナ       | 420 31   | 7,093          |
| 23   | ハシア             | Χάσια          | アスプロクリシア   | 422 00   | 3,736          |
| 番号 | キノティタス       | ギリシャ語     | 政庁所在地         | 郵便番号 | 人口（2001年） |
| 24   | アスプロポタモス   | Ασπροπόταμος   | カリリ             | 421 00   | 1,404          |
| 25   | ミロフィロ         | Μυρόφυλλο      | ミロフィロ         | 420 33   | -              |
| 26   | ネレダ             | Νεράιδα        | ネレダ             | 420 37   | 944            |

- Διοικητική διαίρεση νομού Τρικάλων (πρόγραμμα Καποδίστριας) - トリカラ県の自治体・集落一覧（1999年 - 2010年）

## 農業
トリカラ県では果物や野菜、綿花、オリーブ、家畜などが生産され、その一部は国外にも輸出されている。

## 交通
- 国道6号線
- 国道15号線
- 国道30号線

## 州
現在では、以下の州の法的な地位は無い。
- トリカラ州 （州都:トリカラ）
- カランバカ州 （州都:カランバカ）

## スポーツ
- トリカラFC（サッカー）
- トリカラ2000 BC（バスケットボール）